# Chandler (Minnesota)
Chandler – miasto w Stanach Zjednoczonych, w stanie Minnesota, w hrabstwie Murray.